# Charokee Young
Charokee Gabrela Young (Saint Ann's Bay, 21 agosto 2000) è una velocista giamaicana.

## Carriera
Nel 2022 e nel 2023 ha vinto la medaglia d'argento nella staffetta 4×400 m ai Mondiali di Eugene e di Budapest.

## Palmarès
| Anno | Manifestazione       | Sede     | Evento        | Risultato  | Prestazione | Note                          |
| ---- | -------------------- | -------- | ------------- | ---------- | ----------- | ----------------------------- |
| 2021 | Campionati NACAC U23 | San José | 400 m piani   | Oro        | 52"06       |                               |
| 2021 | Campionati NACAC U23 | San José | 4×400 m mista | Oro        | 3'20"71     | Miglior prestazione personale |
| 2022 | Mondiali             | Eugene   | 400 m piani   | Semifinale | 51"41       |                               |
| 2022 | Mondiali             | Eugene   | 4×400 m       | Argento    | 3'20"74     | Miglior prestazione personale |
| 2023 | Mondiali             | Budapest | 400 m piani   | Semifinale | 51"40       |                               |
| 2023 | Mondiali             | Budapest | 4×400 m       | Argento    | 3'20"88     | [ 2 ]                         |
| 2024 | Mondiali indoor      | Glasgow  | 400 m piani   | Batteria   | 53"04       |                               |
| 2024 | World Relays         | Nassau   | 4×400 m       | Batteria   | 3'29"03     |                               |
| 2024 | Giochi olimpici      | Parigi   | 4x400 m       | Finale     | dnf         |                               |